# Amadora
Amadora (ɐmɐ'doɾɐ) è un comune portoghese di 171 500 abitanti situato nel distretto di Lisbona.

## Sport
Vi ha sede l'Estrela Amadora, squadra di calcio.

## Società

### Evoluzione demografica
| 1981   | 1991   | 2001   | 2011   | 2021   |
| 163878 | 181774 | 175872 | 175136 | 171500 |

## Geografia antropica

### Freguesias
Il municipio era diviso, prima della riforma amministrativa del 2012, nelle seguenti freguesias:
- Alfornelos
- Alfragide
- Brandoa
- Buraca
- Damaia
- Falagueira
- Mina
- Reboleira
- São Brás
- Venda Nova
- Venteira

La riforma amministrativa, entrata in vigore nel 2013, ne ha ridotto il numero a sei:
- Águas Livres
- Alfragide
- Encosta do Sol
- Falagueira-Venda Nova
- Mina de Água
- Venteira

| Freguesias di Amadora |

## Infrastrutture e trasporti
Amadora dispone di una stazione sulla ferrovia di Sintra.